# Garcia Rodrigues Velho Neto
Garcia Rodrigues Velho Neto (São Paulo, século XVII – Minas Gerais, em data desconhecida) foi um bandeirante brasileiro.
Filho de Garcia Rodrigues Velho Filho e de Maria Betim, neto de Garcia Rodrigues Velho, descobriu ouro em Curitiba, onde se casou com Isabel Bicudo de Mendonça.
Se estabeleceu em Paranaguá, Curitiba e passou as Minas Gerais, região das Minas de ouro no Paraná, constantemente é confundida com o estado de Minas Gerais.
Enviuvando, casou-se de novo com Maria Leite da Silva.
Teve os filhos com Isabel Bicuda:
1. Antonio Rodrigues Velho (Velho da Taipa) que casou em 1705 em Itu com Margarida Bicuda da Silva de Campos, f.ª de José de Campos Bicudo e de Ignez Monteiro.
2. Henrique da Cunha batizado em 1689 Curitiba e casado em 1742 Curitiba com Maria Gonçalves dos Santos filha de Miguel Luiz e Maria Alves Pedrosa.
3. Maria Rodrigues da Cunha casada com João de Carvalho Pinto 2º. José Martins
4. Ana Maria Bicudo casada com Manoel Picão de Carvalho.
5. Josepha
6. Romana Rodrigues da Cunha Bicuda batizada em Curitiba em 1695 e casada com Manoel Cordeiro Matozo.
7. Margarida Bicuda casada com Francisco Leme
8. Juliana Rodrigues batizada em 08/12/1692 Curitiba.
9. Antonio Rodrigues com a índia Victorina em 12/03/1709